# John Tomlinson (Sänger)
Sir John Rowland Tomlinson, KB CBE (* 22. September 1946 in Accrington, Lancashire, England) ist ein britischer Opernsänger (Bass).

## Leben
Ab 1964 studierte John Tomlinson zunächst Ingenieurwesen (civil engineering) an der Universität Manchester, erwarb jedoch bald ein Stipendium, um sich am Royal Manchester College of Music dem Gesang zu widmen. Ende der 1960er-Jahre zog er nach London, um seine Kunst beim legendären Pädagogen Otakar Kraus zu vervollkommnen. Es folgten erste Engagements an der English National Opera und am Royal Opera House.
John Tomlinson spielte unter anderem den Herkules aus Georg Friedrich Händels gleichnamigen Werk ein sowie den Claggart aus Benjamin Brittens Billy Budd. Eine seiner Paraderollen ist jene des Hagen aus der Götterdämmerung, diese spielte er 1991 unter der Leitung Bernard Haitinks für EMI ein. Zwei komplette Ring-Produktionen (1988–1992, Regie Harry Kupfer, musikalische Leitung Daniel Barenboim und 1994–1998, Regie Alfred Kirchner, musikalische Leitung James Levine) lang stand er in der Bassbariton-Partie des Wotan/Wanderer auf der Bühne der Bayreuther Festspiele. In Bayreuth war er zudem zwischen 1988 und 2006 als Gurnemanz im Parsifal unter der Leitung von Giuseppe Sinopoli, als Holländer in Der fliegende Holländer unter der Leitung Marc Albrecht, als König Marke in Tristan und Isolde unter der Leitung von Daniel Barenboim, als König Heinrich im Lohengrin unter der Leitung von Antonio Pappano sowie als Hagen in der Götterdämmerung unter der Leitung von Giuseppe Sinopoli und Ádám Fischer zu erleben.  In Jonathan Millers legendärer Produktion von Verdis Rigoletto an der English National Opera, in der die Handlung ins New Yorker Mafiamilieu der 1950er Jahre verlegt war, gab er 1982 den Sparafucile.
1993 gestaltete Tomlinson gemeinsam mit der Mezzo-Sopranistin Della Jones unter der Leitung von Barry Wordsworth die Gesangs-Partien im zweiten Teil der Last Night of the Proms.
1997 wurde John Tomlinson der Orden des Commander of the British Empire verliehen, 2005 wurde er zum Ritter geschlagen.

### Aufnahmen (Auswahl)
- Wolfgang Amadeus Mozart: Cosi fan tutte, Berliner Philharmoniker, Dirigent: Daniel Barenboim, 1991
- Richard Strauss: Der Rosenkavalier, London Philharmonic Orchestra, Dirigent: David Parry, 1999
- Richard Wagner: Das Rheingold, Orchester der Bayreuther Festspiele, Dirigent: Daniel Barenboim, 1991 (auch DVD)
- Richard Wagner: Die Walküre, Orchester der Bayreuther Festspiele, Dirigent: Daniel Barenboim, 1991 (auch DVD)
- Richard Wagner: Die Walküre (1. Aufzug live), Staatskapelle Berlin, mit Placido Domingo und Deborah Polaski, Dirigent: Daniel Barenboim, 1998
- Richard Wagner: Die Walküre, Bayerisches Staatsorchester, Dirigent: Zubin Mehta, 2002
- Richard Wagner: Siegfried, Orchester der Bayreuther Festspiele, Dirigent: Daniel Barenboim, 1991 (auch DVD)
- Richard Wagner: Götterdämmerung, Sinfonieorchester des Bayerischen Rundfunks, Dirigent: Bernard Haitink, 1990
- Richard Wagner: Götterdämmerung, Philharmonisches Staatsorchester Hamburg, Dirigent: Simone Young, 2013
- Richard Wagner: Parsifal, Berliner Philharmoniker, Dirigent: Daniel Barenboim, 1992
- Richard Wagner: Die Meistersinger von Nürnberg, Orchestra of the Royal Opera House Covent Garden, Dirigent: Bernard Haitink, 2008
- Richard Wagner: Der fliegende Holländer, London Philharmonic Orchestra, Dirigent: David Parry, 2004